# Ipoteza De Broglie
În fizică, ipoteza De Broglie este afirmația că materia (orice obiect) are o natură ondulatorie (dualitatea undă-corpuscul). Relațiile De Broglie arată că lungimea de undă este invers proporțională cu impulsul unei particule și că frecvența este direct proporțională cu energia cinetică a particulei. Ipoteza a fost propusă de Louis de Broglie în 1924 în teza sa de doctorat; pentru această lucrare, de Broglie a primit Premiul Nobel pentru Fizică în 1929, fiind astfel primul care a primit un Premiu Nobel pentru o teză de doctorat. 

## Contextul istoric
După eforturile lui Max Planck și Albert Einstein pentru înțelegerea comportamentului electronilor și a ceea ce avea să fie cunoscut drept fizica cuantică, Niels Bohr a început (printre altele) să încerce să explice comportamentul electronilor. El a venit cu idei fundamentale noi despre electroni și a calculat matematic ecuația Rydberg din spectroscopie, o ecuație empirică. Această ecuație explică energiile luminii emise când hidrogenul gazos este ionizat. Din păcate, modelul său funcționa doar pentru configurația atomului de hidrogen, dar ideile lui erau atât de revoluționare încât au schimbat vederile clasice asupra comportametului electronilor și au deschis calea unor noi concepții în domeniile incipiente ale mecanicii cuantice și fizicii cuantice.
Louis de Broglie a încercat să dezvolte ideile lui Bohr, și a forțat aplicarea lor la atomi mai complecși decât cel de hidrogen. De fapt, el căuta o ecuație care să explice caracteristicile ondulatorii ale materiei. Ipoteza sa avea să fie confirmată atât pentru electroni cât și pentru obiecte macroscopice. În ecuația lui De Broglie, lungimea de undă a unui electron este o funcție de constanta lui Planck (6,626 x 10-34 joule secunde) împărțită la impulsul obiectului. Când acest impuls este foarte mare (relativ la constanta lui Planck), atunci lungimea de undă a obiectului este foarte mică. Este cazul obiectelor macroscopice. Dat fiind impulsul uriaș al acestora în raport cu constanta lui Planck, lungimea de undă a unui obiect macroscopic este foarte mică (de ordinul lui 10-35 metri), încât este nedetectabilă de niciun instrument de măsură. Pe de altă parte, particulele foarte mici (cum ar fi electronii) au impulsul mic prin comparație cu obiectele macroscopice. În acest caz, lungimea de undă De Broglie poate fi suficient de mare încât natura ondulatorie a particulei să producă efecte observabile.
Comportamentul ondulatoriu al particulelor cu impuls mic este similar cu cel al luminii. De exemplu, microscoapele electronice folosesc electroni, în loc de lumină, pentru a vedea obiectele mici. Deoarece de obicei electronii au impulsul mai mare decât fotonii, lungimea lor de undă De Broglie este mai mică, având ca rezultat o rezoluție spațială îmbunătățită.

## Relațiile De Broglie
Prima ecuație De Broglie leagă lungimea de undă {\displaystyle \lambda } de impulsul particulei {\displaystyle ~p~} sub forma
{\displaystyle \lambda ={\frac {h}{p}}={\frac {h}{\gamma mv}}={\frac {h}{mv}}{\sqrt {1-{\frac {v^{2}}{c^{2}}}}}}
unde {\displaystyle ~h~} este constanta lui Planck, {\displaystyle ~m~} este masa de repaus a particulei, {\displaystyle ~v~} este viteza particulei, {\displaystyle ~\gamma ~} este factorul Lorentz, iar {\displaystyle ~c~} este viteza luminii în vid.
Cu cât energia este mai mare, cu atât este mai mare și frecvența și cu atât este mai mică lungimea de undă. Dată fiind relația dintre lungimea de undă și frecvență, rezultă că lungimile de undă reduse au mai multă energie decât cele mai mari. A doua ecuație De Broglie leagă frecvența undei asociate unei particule de energia totală a particulei astfel:
{\displaystyle f={\frac {E}{h}}={\frac {\gamma \,mc^{2}}{h}}={\frac {1}{\sqrt {1-{\frac {v^{2}}{c^{2}}}}}}\cdot {\frac {mc^{2}}{h}}}
unde {\displaystyle ~f~} este frecvența și {\displaystyle ~E~} este energia totală. Cele două ecuații pot fi scrise sub forma
{\displaystyle p=\hbar k}
{\displaystyle E=\hbar \omega }
unde {\displaystyle ~\hbar =h/(2\pi )~} este constanta lui Planck redusă (cunoscută și ca constanta lui Dirac), {\displaystyle ~k~} este numărul de undă, iar {\displaystyle ~\omega ~} este frecvența unghiulară.